# NGC 1815
NGC 1815 est un amas ouvert situé dans la constellation de la Table. Cet amas est situé dans le Grand Nuage de Magellan. Il a été découvert par l'astronome britannique John Herschel en 1834.